# Meusnes
Meusnes is een gemeente in het Franse departement Loir-et-Cher (regio Centre-Val de Loire). De plaats maakt deel uit van het arrondissement Blois. Meusnes telde op 1 januari 2022 1.039 inwoners.

## Geografie
De oppervlakte van Meusnes bedroeg op 1 januari 2022 13,35 vierkante kilometer; de bevolkingsdichtheid was toen 77,8 inwoners per km².
De onderstaande kaart toont de ligging van Meusnes met de belangrijkste infrastructuur en aangrenzende gemeenten.

## Demografie
Onderstaande figuur toont het verloop van het inwonertal (bron: INSEE-tellingen).